# 22002 Richardregan
22002 Richardregan este un asteroid din centura principală de asteroizi.

## Descriere
22002 Richardregan este un asteroid din centura principală de asteroizi. A fost descoperit pe 7 decembrie 1999 la Socorro, New Mexico, în cadrul proiectului LINEAR. Asteroidul prezintă o orbită caracterizată de o semiaxă mare de 2,63 ua, o excentricitate de 0,13 și o înclinație de 3,4° în raport cu ecliptica.